# Nartowo (obwód kurski)
Nartowo (ros. Нартово) – wieś (ros. деревня, trb. dieriewnia) w zachodniej Rosji, w sielsowiecie polanskim rejonu kurskiego w obwodzie kurskim.

## Geografia
Miejscowość położona jest nad Bolszają Kuricą (prawy dopływ Sejmu), 1,5 km od centrum administracyjnego sielsowietu (Polanskoje), 14,5 km na północny zachód od Kurska, 9 km od drogi magistralnej (federalnego znaczenia) M2 «Krym» (część trasy europejskiej E105).
We wsi znajduje się 28 posesji.
Klimat
Miejscowość, jak i cały rejon, znajduje się w strefie klimatu kontynentalnego z łagodnym ciepłym latem i równomiernie rozłożonymi opadami rocznymi (Dfb w klasyfikacji klimatów Köppena).

## Demografia
W 2010 r. wieś zamieszkiwało 19 osób.